# تصنيف البيانات
هو ضم المتغيرات التي تقيس مفهوما معينا وسمات مشتركه ذات علاقه بالفرضية إلى بعضها البعض، قبل ادخالها إلى الحاسب الآلي تهيئة للتحليل والتفسير فاذا كانت الأسئلة التي تقيس مفهوما معينا منتشره في الاستبيان ومتباعده فمن الواجب الحذر حتى لا يغفل أي من الأسئلة التي تقيس المفهوم أو يضاف السؤال على مجموعه أخرى لا تخص المفهوم المطلوب.
وتتضمن مرحله تصنيف البيانات:
1. تدقيق البيانات واستبعاد أو معالجه الاستبيانات الناقصه.
2. ضع نظام محدد لتصنيف البيانات وتقسيمها إلى فئات وهنا لابد من اتباع تصنيف محدد واضح مثل ذكور واناث.
3. ان تكون فئات التصنيف مرتبطه بالموضوع وشامله لكل المعلومات.
4. ان تكون المفردات التي تصنف معا في فئه واحده متجانسه.
5. ان يكون التصنيف غير متداخل/ وتعتبر عمليه فرز ووضع البيانات في المجموعات لكي يتم تحديد المخاطر اللتي تحيط بكل مجموعه وتقيم هذه المخاطر ومعرفه الثغرات ووضع الخطط اللازمة لحمايه هذه البيانات في كل مجموعه وتحديد من يحق أو مصرح له الوصول والاطلاع عليها أو التعديل عليها لذا فان عمليه تصنيف البيانات سوف تسهل على إدارة المعلومات عمليه اداره البيانات واختيار طرق الحماية اللازمة وتطبيق السياسات الامنيه للمعلومات على كل مجموعه على حسب التصنيف أيضا عمليه تصنيف البيانات تساعد على التنظيم وتحديد عمليه الوصول لهذه البيانات، (– البحث النوعي أو الكيفي) أن يصنف الباحث البيانات ويحللها بطريقة تسهل عليه الوصول للمعاني العميقة، والمرتبطة بسؤال البحث وتنظم آلية عرضها.

هذه المرحلة من تحليل البيانات غالباً تكون بعد الترميز واثناءه، ويقصد بالترميز جلب المعاني باستخدام كلمات محدودة، للتعرف على الانماط والموضوعات داخل البيانات”.
يفضل تقسيم التحليل لخمس مراحل، وهذا المثال عندما يكون لدينا تعدد المواقع في «دراسة الحالة» ولنفترض أيضا أن لدينا ثلاث مدراس وهي تشكل هذا النموذج (تعدد المواقع في دراسة الحالة).
- القسم الأول: تصنيف الأكواد والبيانات في (محتوى الحالة) بمعنى البيانات المرتبطة بالحالة سواء الديمغرافية، أو البيانات العامة لها.
- القسم الثاني: تصنيف البيانات وترميزها بناء على (وصف الحالة) وهي البيانات التي يصف بها الباحث هذه الحالة التي يدرسها، وصفاً مكثفا.
- القسم الثالث: ترميز البيانات بناء على المواضيع وهذه المرحلة تكون بعد ظهور بعض المواضيع العامة التي تندرج تحتها مجموعة الأكواد.
- القسم الرابع: تصنيف البيانات وترميزها بناء على (مقارنة الحالات ببعضها).

بعض الجهات تصنف البيانات في أربع مستويات:
1. بيانات سريه للغاية.
2. بيانات سريه.
3. بيانات يطلع عليها فقط الأشخاص المصرح لهم.
4. بيانات غير مصنفه أو للعامه تصنيف البيانات ليست عملية ســهلة تتطلب جهد كبير لكي يتم تصنيف البيانات على أساس مستوى أهمية وسرية وحساسية هذه البيانات ووضع البيانات التي من نفس مستوى الأهمية والسرية في مجموعات لكي يتم تطبيق أفضل الطرق لحمايتها. لتعرف على المخاطر وتقييمها لابد من تصنيف جميع المواد ذات قيمة بالنسبة للمنظمة، لذا يقوم مسؤول أمن المعلومات أو صاحب العمل في تصنيف البيانات بناء على أهمية وسرية هذه البيانات. بمعنى أخر يكون التصنيف على أساس مدى تأثر مجرى عمل أو ربحية هذه المنظمة سواء كانت خاصه أو حكومية في حال فقدان هذه البيانات أو إذا تعرضت هذه البيانات لسرقة أو التغيير الغير مشروع أو إذا تعرضت لسوء استخدام.